# Oberstaufen
Oberstaufen település Németországban, azon belül Bajorországban. Lakosainak száma 7852 fő (2023. december 31.). Oberstaufen Stiefenhofen, Missen-Wilhams, Immenstadt im Allgäu, Blaichach, Balderschwang és Hittisau községekkel határos.

## Népesség
A település népessége az elmúlt években az alábbi módon változott:
| Lakosok száma | 5962 | 6401 | 7196 | 7250 | 7409 | 7547 | 7696 | 7770 | 7858 | 7852 |
|               | 1970 | 1975 | 2011 | 2012 | 2014 | 2015 | 2017 | 2019 | 2022 | 2023 |